# Balaam

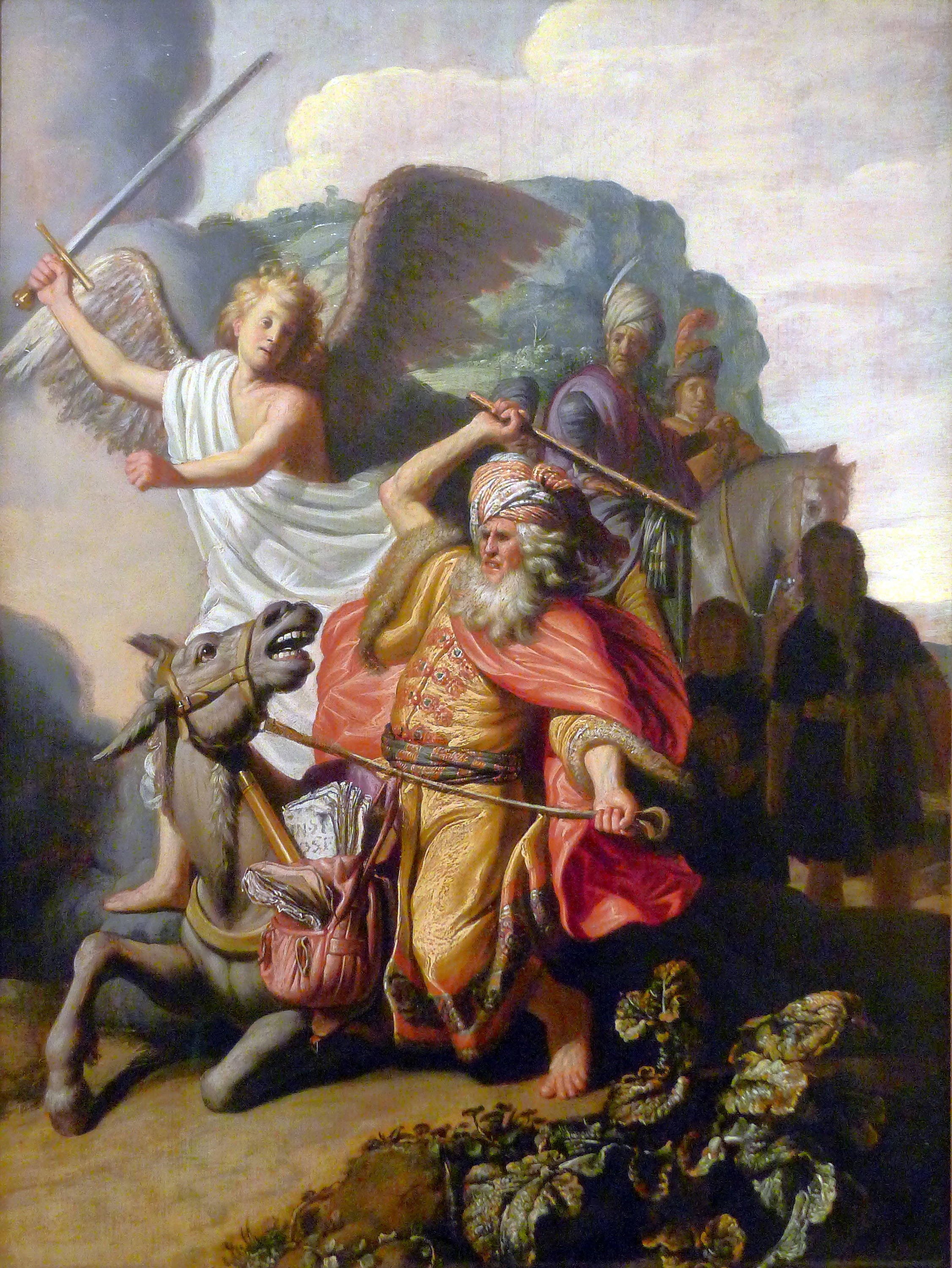
Rembrandt, L'asina di Balaam

Balaam (in lingua ebraica: בִּלְעָם, vocalizzazione standard Bilʻam, vocalizzazione tiberiense Bilʻām) è un indovino e stregone menzionato nel Pentateuco. La sua storia viene raccontata verso la fine del libro dei Numeri. Ogni antica menzione di Balaam lo considera un non-Israelita indovino, e figlio di Beor, anche se non si sa esattamente con chi possa identificarsi Beor. Balaam viene spesso citato come un "uomo stregato" nella maggior parte delle storie lui concernenti.

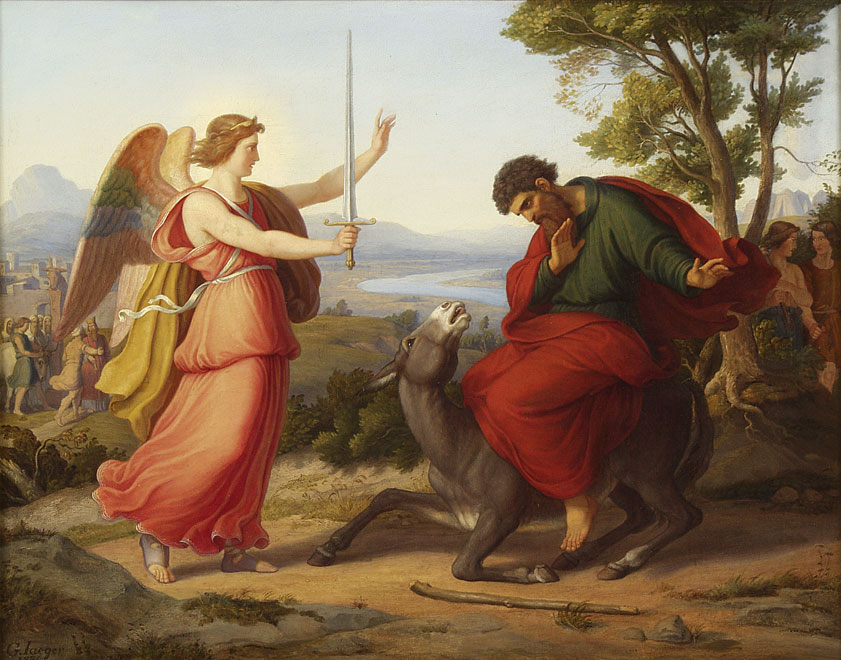
Balaam e l'angelo, dipinto di Gustav Jaeger, 1836

## Le storie
Esistono due diversi racconti su Balaam nella Bibbia:
- Balaam e Balak, che contiene una breve storia collaterale che racconta dell'episodio di Balaam ed il suo asino.
- Balaam e i Madianiti.

### Balaam e Balak
La principale storia di Balaam ha luogo nel tempo del soggiorno degli Israeliti nella piana di Moab, ad est del fiume Giordano, alla fine di quarant'anni di peregrinazione nel deserto, poco dopo la morte del sommo sacerdote Aronne, fratello di Mosè, e del successivo attraversamento del Giordano. Gli Israeliti hanno già sconfitto due re dal lato occidentale del Giordano: Sicon, re degli Amorriti, e Og, re di Bashan. A ragione di questo Balak, re di Moab, si allarma, e invia gli anziani di Moab e dei Madianiti presso Balaam, figlio di Beor, per indurlo a raggiungerlo e ad aiutarlo maledicendo Israele. Il posto dove si trova Balaam viene spiegato semplicemente come "presso il suo popolo" nel testo masoretico, anche se sia il Pentateuco samaritano, sia la Vulgata, che la Peshitta lo identificano con Ammon, cosa che viene accreditata da molti studiosi moderni.
Balaam risponde ai messi di Balak di attendere il giorno seguente per sapere cosa gli dirà Dio, il quale infatti gli appare e gli impone di non andare. Gli anziani tornano da Balak e gli riferiscono quanto accaduto. Allora egli manda nuovamente altri anziani per convincerlo, questa volta più influenti, promettendo a Balaam grandi ricchezze. Balaam, come prima, fa soggiornare gli anziani in attesa di ciò che Dio gli dirà. Nella notte Dio appare a Balaam al quale dà il permesso di andare "...ma farai ciò che io ti dirò." Balaam allora, la mattina seguente, sella l'asina (considerata nel II millennio una cavalcatura d'onore) e parte con gli anziani di Moab.
Alla partenza di Balaam si accende l'ira di Dio (qui la contraddizione sembra indicare un cambio di tradizione - jahvista), cosicché appare l'angelo del Signore con in mano la spada per ostacolare il suo cammino. L'asina, l'unica a vedere l'angelo, cerca di deviare la strada per tre volte, mentre Balaam, infuriato ed ignaro, comincia a percuotere la ciuchina che, a causa dell'impedimento dell'angelo, rifiuta di muoversi. A questo punto l'asina riceve miracolosamente il potere di parlare e si lamenta del trattamento ricevuto dal suo padrone.
(Dialogo tra Balaam e la sua asinella, in Numeri 22:28)
Allora Dio concede anche a Balaam di vedere l'angelo, che lo informa che il comportamento dell'asinella è stata l'unica ragione che lo ha trattenuto dall'ucciderlo una volta per tutte. Balaam immediatamente si pente, domanda se deve tornare indietro, ma l'angelo gli ordina di proseguire "...ma dirai soltanto quello che io ti dirò".

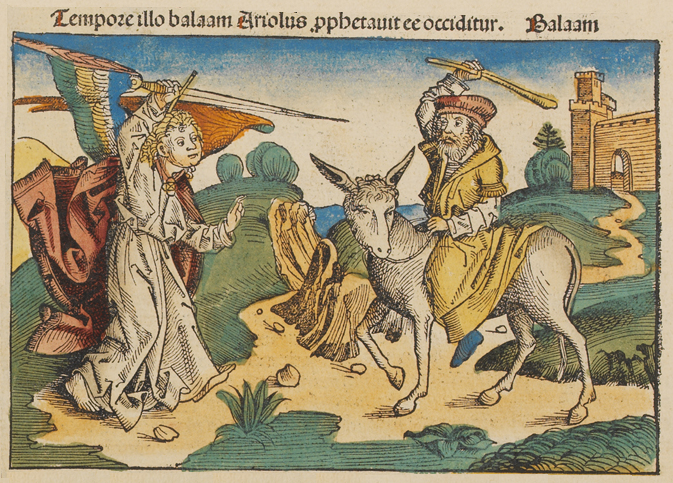
Croniche di Norimberga

Balak allora incontra Balaam a Kiriat-Cusot; allora si recano negli "alti luoghi di Baal" e offrono sacrifici su sette altari, cosa che provocherà che Balaam riceva una profezia da Dio, che lui riferirà a Balak. Giunto al dunque, e nonostante il suo mentore gli intimi il contrario, la profezia benedice Israele; Balak si lamenta incessantemente, ma Balaam gli rammenta che lui può soltanto pronunciare le parole che Dio pone nella sua bocca; dunque Balak lo porta su un altro "luogo elevato" sulla Pisgah, per provare a maledire di nuovo Israele. Si costruiscono altri sette altari in quel luogo e si eseguono sacrifici su ciascuno. Nonostante tutto Balaam pronuncia un'altra profezia che benedice Israele.
Balaam finalmente viene riportato a Peor da Balak, ora veramente frustrato, e dopo i sette sacrifici lì eseguiti decide di non cercare di fare incantesimi, ma invece osserva il Popolo d'Israele dal picco. Lo spirito di Dio discende e travolge Balaam e gli consegna una terza profezia positiva su Israele. La furia di Balak sale al punto di minacciare Balaam, ma Balaam meramente gli offre una predizione sul suo fato. Balaam allora rivolge lo sguardo sui Keniti e sugli Amaleciti e proferisce due ulteriori predizioni sul futuro. Alla fine Balak e Balaam proseguono per le proprie vie, ciascuno verso la rispettiva casa... per il momento. Il libro del Deuteronomio 23:3-6 fa una sintesi di questi eventi e inoltre afferma che gli Ammoniti si erano associati ai Moabiti. Giosuè, nel suo discorso di addio, menziona questo passo del Pentateuco.

### Balaam ed i Madianiti
Neemia, Michea, e Giosuè proseguono nel racconto storico di Balaam, il profeta maledicente, che consiglia ai Medianiti come portare il disastro sugli Israeliti seducendo la loro gente. Questo è in accordo con gli eventi della Eresia di Peor, registrata nei Numeri dopo il racconto di Balaam e Balak. Molto dopo, durante la guerra contro i Madianiti, anch'essa nei Numeri, Balaam è citato in un elenco di Madianiti uccisi dagli ebrei come vendetta per la faccenda di Peor.
Secondo una leggenda ebraica, il Faraone egizio aveva tre consiglieri per aiutarlo a prevenire una potenziale rivolta ebraica: Jethro, Job, e Balaam. Jethro consiglia la conciliazione, Job si astiene, e Balaam consiglia di schiavizzare i Giudei.

## Balaam e l'asinella
Nella Bibbia, libro dei Numeri, Balaam ha una asinella che ha il potere di vedere gli angeli e di parlare, dicendo le lodi di Dio.
Mentre gli animali parlanti sono una caratteristica comune di leggende e religioni nel folklore mondiale, l'unico altro caso presente nell'Antico Testamento è quello del serpente nell'Eden. I commentatori giudei classici, come Saadia Gaon, e Maimonide, insegnavano che un lettore non dovrebbe prendere questa parte della storia alla lettera. Piuttosto, essi spiegavano, dovrebbe essere letta come una testimonianza delle esperienze profetiche, che vengono vissute come sogni, o visioni, e di conseguenza, in effetti l'asinella non aveva parlato. Il rabbino Joseph H. Hertz, uno dei più grandi commentatori biblici ebraici del XX secolo, scrisse che questi versi:
(Rabbino Joseph H. Hertz, XX secolo)
Punti di vista simili sono sostenuti da studiosi cristiani come E. W. Hengstenberg e altri, anche se alcuni, ad es. Voick, considerano che la storia dell'asina parlante debba essere figurativa; l'asina ragliò, e Balaam tradusse questi suoni in parole.

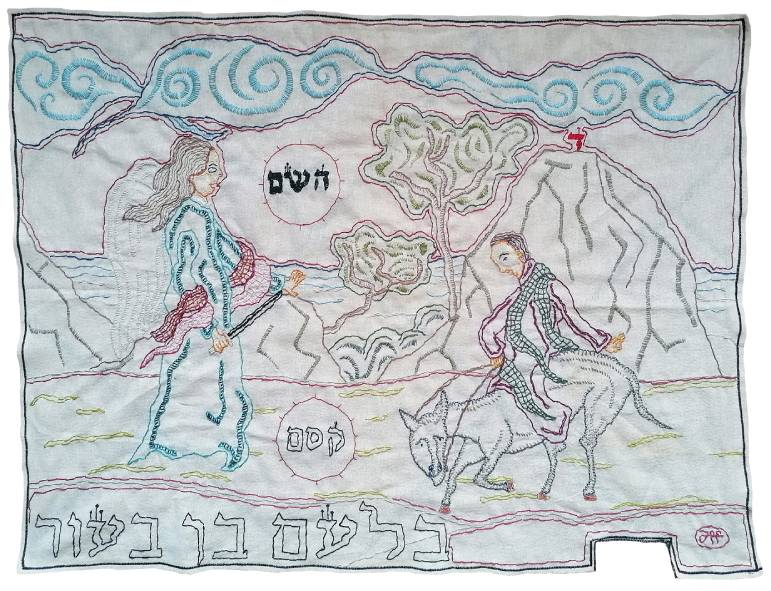
בלעם בן בעור "Balaam ben beor", ricamo dell'artista esoterista Filippo Biagioli

Secondo la moderna critica testuale, circa il 90% degli studiosi biblici che sostengono l'ipotesi documentaria, questa porzione del racconto è diversa rispetto alla versione jahvista della storia. A loro parere, gli jahvisti deliberatamente considerano che l'asina abbia parlato realmente, e che l'intero episodio sia stato congegnato per deridere Balaam. Evidentemente agli jahvisti non piacevano i profeti non-Giudei, e il loro testo è molto più aspro verso Balaam rispetto a quello degli elohisti. Mentre i paragrafi che subito precedono questo episodio sembrano di matrice elohista, questo trattamento spiega perché Dio, in sogno, dica a Balaam di recarsi con i principi alla corte di Balak, e successivamente, in apparente contraddizione, invii un angelo per evitare che Balaam si rechi da Balak assieme ai principi.
Secondo una leggenda popolare giudaica, 10 cose vennero create per ultime il sesto giorno, alla fine della Creazione, proprio prima dell'alba del settimo giorno, in cui Dio riposò. Si dice che una di esse sia stata "la bocca della somarella" che un giorno avrebbe parlato a Balaam.

## I poemi
Tutte le profezie che Balaam fa prendono la forma di poema ebraico:
- Il primo, Numeri 23:7-10, profetizza l'esaltazione unica del Regno d'Israele, e dei suoi incommensurabili numeri.
- Il secondo, Numeri 23:18-24, celebra la virtù morale di Israele, la sua monarchia, e le sue conquiste militari.
- Il terzo, Numeri 24:3-9, celebra la gloria e le conquiste della monarchia d'Israele.
- Il quarto, Numeri 24:14-19, annuncia la venuta di un Re che conquisterà Edom e Moab.
- Il quinto, Numeri 24:20, tratta della rovina di Amalek.
- Il quinto, Numeri 24:21-22, narra la storia della distruzione dei Keniti da parte dell'Assiria.
- Il settimo, Numeri 24:23-24, presagisce delle navi che si approssimano da occidente, per attaccare Assiria ed Eber

(I Profezia di Balaam in Numeri 23:7-10, cioè Libro Biblico dei "Numeri", capitolo 23, versetti 7-10)
Questi poemi rientrano in tre gruppi. Il primo gruppo consiste di due poemi che caratteristicamente entrano nel pieno della loro potenza immediatamente. Anche il terzo gruppo di tre poemi comincia immediatamente, ma sono molto più corti. Il secondo gruppo, comunque, consiste di due poemi, ambedue inizianti con la frase:
Balaam, il figlio di Beor, aveva detto, e l'uomo dagli occhi penetranti aveva detto: Lui disse, che ascoltava le parole di Dio, che vide la visione dell'Onnipotente, cadendo in trance, ma rimanendo ad occhi aperti:...

### Differenze tra la versione elohista e quella jahvista
Di questi, il primo ed il terzo gruppo sono considerati, nell'ipotesi documentaria, come aventi la propria origine all'interno dei testi elohisti, mentre il secondo gruppo è considerato come appartenente ai testi jahvisti. Dunque gli elohisti descrivono Balaam che (involontariamente) pronuncia due benedizioni, che fa sacrifici su sette altari, nei luoghi elevati di Baal, davanti a ciascuno di essi, e poi, dopo la terza sequenza di sacrifici, decide di non provare più a fare incantesimi, ma di guardare verso le zone selvagge, cosa che Balak vede come una terza benedizione, e dunque Balaam fornisce la predizione finale sul loro destino. Invece, nella fonte jahvista, Balaam arriva, lo spirito di Dio discende su di lui, e molto semplicemente Balaam concede agli israeliti una benedizione ed una profezia benevola, in rapida successione.
Ciononostante, si ritiene che i poemi stessi risalgano a un momento anteriore al testo Jahvista e a quello Elohista, e che siano stati inseriti in questi due testi successivamente. Mentre gli Elohisti avrebbero eliminato qualsiasi introduzione che eventualmente fosse stata presente nei poemi di cui decisero di servirsi, gli Jahvisti al contrario l'avrebbero mantenuta. Una scoperta archeologica avvenuta nel 1967 trovò traccia di riferimenti a un "Libro di Balaam", dal quale questi poemi potrebbero essere stati originariamente tratti. I primi quattro poemi sono comunemente considerati come antiche poesie sul primo periodo monarchico di Israele e Giuda, sebbene ci sia anche qualche sospetto tra diversi critici sul fatto che essi possano essere stati tratti da oracoli meno ortodossi, o addirittura da oracoli che originariamente non erano neppure stati scritti per Israele.
I poemi contengono varie incongruenze. Agag, menzionato nel terzo poema, è descritto come un grande re. Tale descrizione non corrisponde al re degli Amalechiti, chiamato Agag, e descritto nel Primo Libro di Samuele, 15, come un sovrano oscuro e poco importante. Mentre il Testo masoretico del poema usa il nome Agag nel Septuaginta, le versioni greche ed il Pentateuco Samaritano usano il nome Gog, il che indica come il poema sia stato composto in epoca più tarda. Quindi, questi nomi sono considerati corruzioni del testo originario. Si pensa che il nome originale sia Og, anche se ciò non rappresenta un miglioramento.
Gli ultimi tre poemi non contengono alcun riferimento a Israele o Moab, e quindi sono considerati inusuali, visto che sembrano avere poca importanza ai fini del racconto. Si pensa che possano essere stati aggiunti per portare il numero dei poemi a cinque, se inseriti nelle fonti Elohiste, o a sette, se inserite nelle fonti JE. Il sesto poema si riferisce all'Assiria, ma non è certo se si tratti di un riferimento storico all'antica Ninive, o di una profezia, che è stata considerata dagli esegeti come riferita al regno Seleucidie di Siria, che prese anche il nome di Assiria. Il settimo poema è ambiguo, e potrebbe riferirsi sia ai Popoli del Mare o - ancora secondo gli esegeti - alla conquista della Persia da parte di Alessandro Magno.
Secondo la critica testuale, la debole narrazione, fatta eccezione per l'episodio dell'asinella, costituirebbe un canovaccio composto per consentire l'inclusione di poemi molto anteriori. La natura profetica dei poemi, o la loro composizione in seguito agli eventi che essi vorrebbero profetizzare, spesso è giudicata in modo diverso da commentatori religiosi e non.

## Balaam nella letteratura rabbinica
Nella Letteratura rabbinica Balaam è rappresentato come uno dei sette profeti gentili. Gli altri sei erano suo padre Beor, Giobbe, ed i quattro amici di Balaam (Talmud, B. B. 15b). Secondo la letteratura rabbinica, Balaam gradualmente ottenne una posizione di rilievo tra i non Ebrei, posizione esaltata quasi tanto quanto quella di Mosè (Midrash Numbers Rabbah 20). Inizialmente un semplice interprete di sogni, in seguito sarebbe diventato mago, fin quando lo spirito della profezia non discese su di lui (ibidem 7).
Secondo un'immagine piuttosto negativa di Balaam fornita dal Talmud, Balaam possiede il dono di essere in grado di conoscere l'esatto momento dell'ira Divina - dono concesso a nessun'altra creatura. L'intenzione di Balaam era di insultare gli Israeliti durante i momenti dell'ira divina, in modo che Dio potesse distruggerli. Tuttavia, Dio contenne la sua rabbia per confondere il malvagio profeta, e per salvare la Sua nazione dallo sterminio (Talmud, Berachot 7a).
Il Talmud contiene un'immagine più positiva di Balaam: quando Israele ricevette la Legge, una voce possente scosse le fondamenta della terra, facendo tremare tutti i re, che nella loro costernazione si rivolsero a Balaam, chiedendogli se tale ribellione della natura non fosse il segno di un secondo diluvio. Il profeta li rassicurò dicendo loro che ciò che avevano sentito altro non era che la voce di Dio, che dava la Legge agli Israeliti (Talmud, Zeb. 116a).
Secondo una leggenda ebraica, Balaam fu reso così potente affinché le tribù non-israelite non potessero dire "Saremmo stati pii come gli Ebrei se solo avessimo avuto il nostro Mosè".
Però è significativo il fatto che - malgrado le descrizioni positive di un profeta che benediceva gli Israeliti contenute in Numeri 22 - 24, nella letteratura rabbinica l'epiteto rasha, traducibile come il malvagio è spesso usato per Baalam (Talmud Berachot l.c.; Taanit 20a; Midrash Numbers Rabbah 20:14). Balaam è spesso raffigurato come orbo e zoppo (Talmud Sanhedrin 105a). I suoi discepoli sono contraddistinti da tre forme di corruzione morale, che presumibilmente non toccano i discepoli di Abramo (Ab. v. 19; confronta con Tan., Balak, 6):
- il malocchio
- un contegno arrogante
- l'avarizia

A causa del suo comportamento nei riguardi dei Madianiti, i rabbi considerano Balaam responsabile per i comportamenti verificatisi nel corso dell'eresia di Peor, considerati non casti, e della conseguente morte di 24.000 persone colpite dalla piaga che Dio inviò come punizione.
Quando Balaam comprese che non poteva insultare i figli di Israele, secondo i rabbi consigliò a Balak, come ultima risorsa, di tentare la nazione ebraica con atti immorali e - tramite questi - di iniziarli al culto di Baal-peor. Il Dio degli Ebrei aggiunse Balaam secondo i rabbi, ha in odio la lascivia. Ne seguirà un severo castigo. (San. 106a; Yer. ib. x. 28d; Num. R. l.c.).

## Balaam nel Nuovo Testamento
Nel Nuovo Testamento Balaam è citato come un esempio di avarizia. Nell'Apocalisse (II, 14), nella lettera alla Chiesa di Pergamo contiene un riferimento a Balaam
(Apocalisse di Giovanni, II, 14)
La figura di Balaam ha attratto l'interesse degli Ebrei, dei Cristiani e dei Musulmani. Giuseppe Flavio ha parafrasto la sua storia, citando un Balaam migliore profeta del suo tempo, ma privo della capacità di resistere alla tentazione. Filone di Alessandria descrive Balaam nella Vita di Mosè come un mago. Altrove parla del "sofista Balaam, che è" - ovvero simboleggia "un'accozzaglia di opinioni contrarie e contrastanti" e inoltre è "un popolo vano". Entrambe le parafrasi sembrano essere basate su un errore nell'etimologia del nome Balaam.
Balaam compare come un falso maestro sia nella Seconda Lettera di Pietro che nella Lettera di Giuda. In entrambe le epistole, Balaam è citato quale esempio di falso profeta motivato dalla cupidigia e dall'avarizia:

ma fu ripreso per la sua malvagità: un muto giumento, parlando con voce umana, impedì la demenza del profeta.»
(Seconda Lettera di Pietro 2: 15-16)
(Lettera di Giuda 1:11)
Questi riferimenti richiamano il racconto dell'Antico Testamento, in Numeri 22-24, ove il re Balak ricorre ai servigi del famoso mago Balaam per maledire Israele. Intervento Divino a parte, che fa sì che Balaam proferisca benedizioni anziché maledizioni, è chiaro che Balaam era un profeta mercenario.
I versi succitati sono un avvertimento rivolto ai primi Cristiani affinché prestassero attenzione ai leader religiosi che godono di vantaggi materiali.

## Balaam negli Apocrifi del Nuovo Testamento
Nel Vangelo Arabo dell'Infanzia, i tre Magi che vennero a portare doni al bambino Gesù sono identificati come sacerdoti della religione zoroastrista, e Zoroastro, il fondatore della loro setta e il loro primo profeta, che aveva insegnato al loro popolo a riconoscere il Salvatore quando questo sarebbe venuto un giorno, è identificato con Balaam.
Il Vangelo Arabo dell'Infanzia fu scritto in una regione geografica e in un periodo in cui comunità di religione zoroastrista erano presenti e ben conosciute dai Cristiani, e Balaam era molto adatto come identificazione di Zoroastro perché era considerato come più o meno un contemporaneo di Mosè, come un non Ebreo, ma anche come un credente in una religione monoteistica, e, per questo, poteva essere considerato capace di formulare profezie veritiere nel nome dell'unico Dio.

## Balaam nel Corano
Nel Corano alla sura 7 leggiamo: «(175) Racconta loro la storia di colui cui avevamo dato Nostri segni e che li trascurò. Satana lo seguì e fu uno dei traviati. (176) Se avessimo voluto, l'avremmo elevato grazie a questi segni; ma si aggrappò alla terra e seguì le sue passioni. Fu come il cane che ansima se lo attacchi e ansima se lo lasci stare. Ecco a chi è simile il popolo che taccia di menzogna i Nostri segni. Racconta loro le storie, affinché riflettano! (177) Che cattivo esempio, quello del popolo che taccia di menzogna i Nostri segni e fa torto a se stesso. (178) Colui che è guidato da Allah è ben guidato, chi da Lui è traviato si perde.» Sura al-A'raaf. Si discute se il riferimento sia al profeta Balaam.

## Etimologia
L'etimologia del nome Balaam è incerta. Varie fonti Ebraiche e Cristiane lo traducono come "ghiottone" o "straniero". I rabbi, giocando con il suo nome, lo chiamano "Belo'Am" ovvero "senza popolo", con il più esplicito significato di colui che "non avrà parte alcuna con i popoli del mondo a venire". Un altro nome adottato dai rabbi è "Billa'Am", ovvero "colui che rovinò un popolo". Questa decostruzione del nome in B--l Am è appoggiata da molti critici biblisti, che considerano il suo nome derivare da Baal Am, in riferimento ad Am, un Baal di Moab.
Si ipotizza che il nome di uno dei Re di Edom "Bela, figlio di Beor" sia una forma corrotta di Balaam, e che - quindi - questo riferimento indichi che Baal sia stato un re Edomita.

## Balaam e altre deità
Nel 1967, una missione archeologica a Deir Alla in Giordania ritrovò un'iscrizione contenente una sconosciuta profezia di Balaam, scritta in un dialetto locale semisconosciuto, con caratteristiche aramaiche e delle Lingue cananee, usato come scrittura idiosincratica. L'iscrizione può essere datata intorno all'840 a.C. - 760 a.C., ed era stata scritta con inchiostro nero e rosso, per dare enfasi al testo su frammenti di muro intonacato: è stato ritrovato un totale di 119 frammenti di muro intonacato. Secondo Hoftijzer Balaam un giorno si svegliò piangente, e disse alla sua gente che le deità, apparsegli in sogno, l'avevano messo in guardia da una dea che minacciava di distruggere il paese. Il testo, pur notevole, non ha ricevuto la dovuta attenzione dagli studiosi dell'Antico Testamento, tendenti piuttosto a ignorarlo. Meindert Dykstra ha suggerito che "La reticenza degli studiosi dell'Antico Testamento a prendere in considerazione questo testo può attribuirsi al suo stato di conservazione, alle difficoltà di una sua ricostruzione e lettura, e alle domande che pone riguardo alla scrittura adottata, alla lingua, alla sua forma letteraria e al suo contenuto religioso"